# ГЕС-ГАЕС Льоббія
ГЕС-ГАЕС Löbbia — гідроелектростанція на сході Швейцарії. Становить верхній ступінь у гідровузлі Бергель, розташованому в долині річки Мера (права притока Адди, що через По належить до басейну Адріатичного моря).
Основне водосховище гідровузла споруджене на річці Албігна (ліва притока Мери, яка стікає з льодовика Албігна) за допомогою гравітаційної греблі із пористого бетону заввишки 115 м та довжиною 759 м, на спорудження якої пішло 926 тис. м3 матеріалу. Вона утворила сховище із площею поверхні 1,2 км2 та об'ємом 71 млн м3, від якого до машинного залу в долині Мери веде головний дериваційний тунель довжиною 5 км, який забезпечує напір у 741 метр.
Другим джерелом ресурсу для роботи станції є річка Орлегна, що так само як і Албігна стікає з північного схилу хребта Брегалья (Bregaglia), але із глетчера Форно. Дериваційний тунель з її долини має довжину 3 км та приєднується до головного, забезпечуючи напір у 564 метри.
Машинний зал станції, введеної в експлуатацію у 1959 році, первісно обладнали двома турбінами типу Пелтон потужністю по 36 МВт, перша з яких призначається для роботи на ресурсі зі сховища Албігна, тоді як друга може споживати воду як з нього, так і подану з долини Орлегни. У 2004 році перший гідроагрегат модернізували зі збільшенням потужності до 50 МВт. Крім того, існує третя турбіна потужністю 9 МВт, призначена для роботи на ресурсі з долини Орлегни.
В 1960-х роках станції також надали функції гідроакумуляції. Спочатку у 1963-му в місці з'єднання двох дериваційних тунелів встановили насосну станцію Murtaira, яка може перекачувати воду з долини Орлегни (висота водозабору над рівнем моря 1986 метрів) до сховища Албігна (максимальна висота над рівнем моря 2161 метр), забезпечуючи підйом до 177 метрів. У поєднанні з оборотною третьою турбіною вона також може провадити закачування води із нижнього балансуючого резервуару ГЕС Löbbia. А у 1967 році на станції встановили насос потужністю 30 МВт, який самостійно здійснює підйом води із нижнього резервуара до водосховища Албігна.
Відпрацьована вода відводиться до нижнього балансуючого резервуару об'ємом 180 тис. м3, створеного за допомогою гравітаційної бетонної греблі висотою 18,5 метра та довжиною 90 метрів, на спорудження якої пішла 41 тис. м3 матеріалу. Звідси вона спрямовується на нижній ступінь гідровузла ГЕС Кастасегна.